# ملكة جمال الولايات المتحدة الأمريكية 1975
جمال الولايات المتحدة الأمريكية 1975 (بالإنجليزية: Miss USA 1975)‏ هي نسخة الرابعة والعشرون من مسابقة ملكة جمال الولايات المتحدة الأمريكية منذ انطلاقتها عام 1952، عقدت المسابقة في 17 مايو 1975 على الهواء مباشرة بواسطة شبكة سي بي إس من شلالات نياجرا ، نيويورك ، فاز بالمسابقة سمر بارثولوميو من ولاية كاليفورنيا،  من قبل حاملة اللقب المنتهية ولايتها كارين موريسون من إلينوي. كانت بارثولوميو ثالث امرأة من كاليفورنيا تفوز بلقب ملكة جمال الولايات المتحدة الأمريكية ، وحصلت على مركز الوصيفة الأولى في مسابقة ملكة جمال الكون 1975.

## النتائج

### المراكز النهائية
| النتائج النهائية                          | المتنافسة |
| ----------------------------------------- | --- |
| ملكة جمال الولايات المتحدة الأمريكية 1975 | - كاليفورنيا - سمر بارثولوميو |
| الوصيفة الأولى                            | - ألاباما - باميلا فلاورز |
| الوصيفة الثانية                           | - كارولاينا الشمالية - كونستانس دورن |
| الوصيفة الثالثة                           | - فلوريدا - ماري هيومز |
| الوصيفة الرابعة                           | - تكساس - آوندي إيفرز |
| أفضل 12                                   | - مقاطعة كولومبيا - ماري لاموند - هاواي - لويس وايز - إنديانا - جو إلين بيريمان - كنتاكي - كارول والاس - ميزوري - نانسي لاروز - نيو جيرسي - كاثي راسل - فرجينيا - ليندا ماكي |

## المتسابقات
قائمة الولايات والمندوبات المشاركات في مسابقة ملكة جمال الولايات المتحدة الأمريكية 1975:
| - ألاباما - باميلا فلاورز - ألاسكا - آندي هيغينز - أريزونا - سانا أوسجود - أركنساس - روبن فيلدز - كاليفورنيا - سمر بارثولوميو - كولورادو - ايمي لونج - كونيتيكت - ميشيل مينيجاي - ديلاوير - ساندي مكلور - مقاطعة كولومبيا - ماري لاموند - فلوريدا - ماري هيومز - جورجيا - ديانا جودمان - هاواي - لويس وايز - أيداهو - شارلين ماك آرثر - إلينوي - كوني ريف - إنديانا - جو إلين بيريمان - آيوا - كاثلين دوغان - كانساس - روبن لوماس - كنتاكي - كارول والاس - لويزيانا - روندا شير - مين - دينيس هيل - ماريلند - إلين بوي - ماساتشوستس - ريلا بوسون - ميشيغان - ديبرا هولاند - مينيسوتا - دون لاموت - مسيسيبي - لي كروس - ميزوري - نانسي لاروز | - مونتانا - سوزان ديمير - نبراسكا - ماري هوث - نيفادا - مادونا أليسون - نيوهامبشير - بوني جيتس - نيوجيرسي - كاثي راسل - نيومكسيكو - ماكسين ويسلر - نيويورك - سونيا أندرسون - كارولاينا الشمالية - كونستانس دورن - داكوتا الشمالية - رينا سافيل - أوهايو - ساندرا كوردس - أوكلاهوما - جيلا بريان - أوريغون - تيريزا فافرو - بنسيلفانيا - بات هيرلي - رود آيلاند - ماريس لوف - كارولاينا الجنوبية - روبن موريس - داكوتا الجنوبية - لانيت رابنبرغ - تينيسي - شيلي سميث - تكساس - أندي إيفرز - يوتا - اندريا فيلت - فيرمونت - كونستانس كرابتري - فيرجينيا - ليندا ماكي - واشنطن - سيندي باكستر - فيرجينيا الغربية - جويس مايرز - ويسكونسن - ريتا باتر - وايومنغ - كيم برينغ |

## روابط خارجية
- موقع ملكة جمال الولايات المتحدة الأمريكية الرسمي